# Anna Heringer
Anna Heringer (* 13. Oktober 1977 in Rosenheim) ist eine deutsche Architektin, die als eine Vorreiterin des Nachhaltigen Bauens gilt. Sie realisierte weltweit Projekte mit lokalen Handwerkern unter Berücksichtigung traditioneller Bauformen und Baustoffen wie Lehm. Sie hat einen UNESCO-Lehrstuhl inne.

## Leben

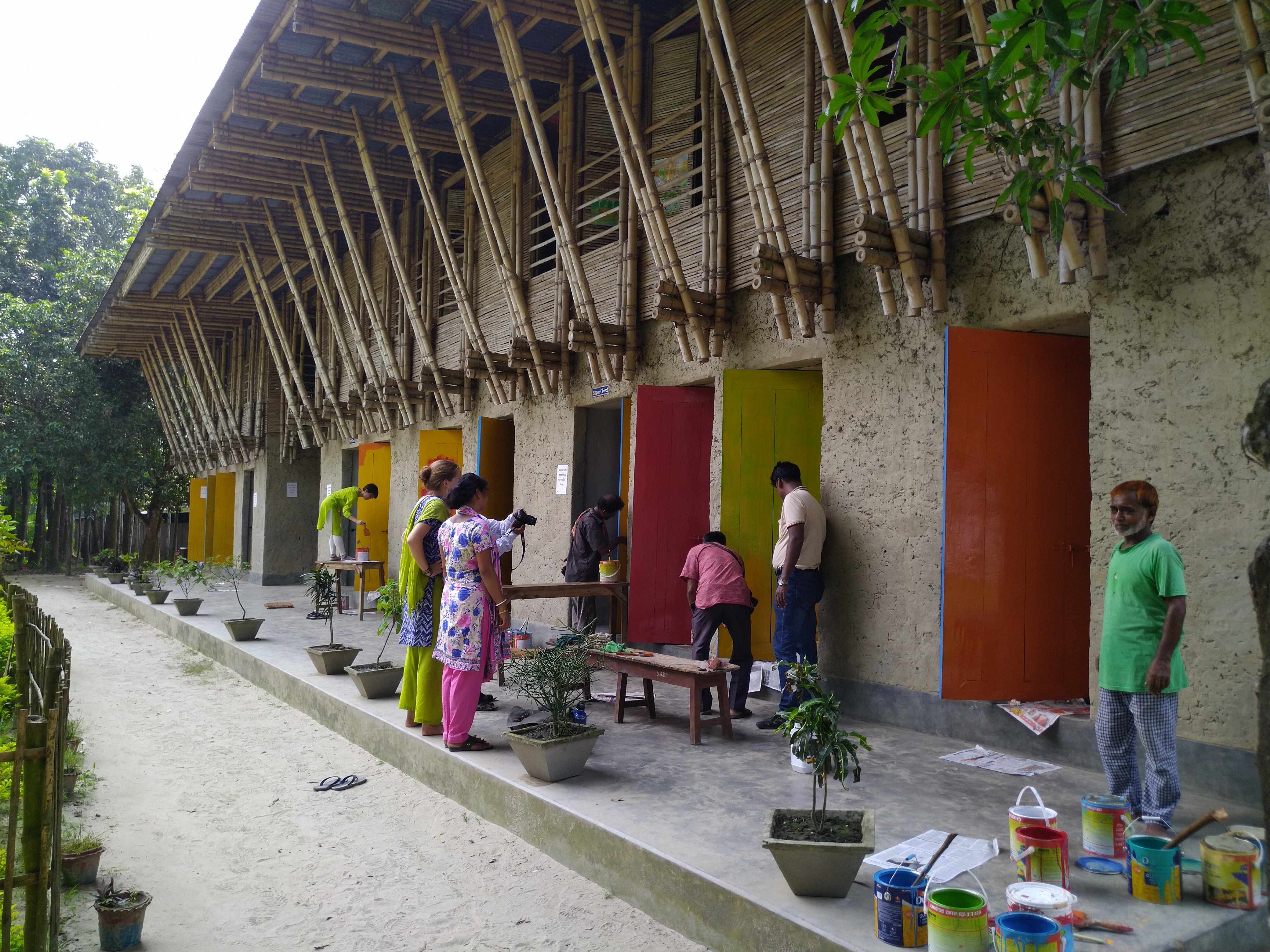
METI School, Rudrapur (2005)

Anna Heringer wuchs im oberbayerischen Laufen nahe Salzburg auf. Mit neunzehn Jahren unternahm sie einen Auslandsaufenthalt in Bangladesch und arbeitete für eine Nichtregierungsorganisation. 2004 schloss Heringer das Studium der Architektur an der Kunstuniversität Linz ab. Als Abschlussarbeit entwarf sie den zweigeschossigen Neubau der METI Handmade School aus Bambus, Stroh und Lehm im bangladeschischen Dorf Rudrapur bei Dinajpur. Der Entwurf wurde ein Jahr später in Zusammenarbeit mit Eike Roswag-Klinge und mit Hilfe lokaler Handwerker realisiert und wurde mit vielen internationalen Architekturpreisen ausgezeichnet. Angrenzend wurde zudem eine Berufsschule für angehende Elektriker gebaut. Seit 2005 betreibt Anna Heringer eine Architekturstudio unter eigenem Namen in Laufen (Salzach). Sie realisierte Projekte in Asien, Afrika und Europa.
Heringer hatte Gastprofessuren in Harvard University, an der ETH Zürich, der Polytechnischen Universität Madrid, der TU München und der Kunstuniversität Linz. Die UNESCO verlieh ihr 2010 einen Ehrenprofessortitel für „Lehm-Architektur, Baukulturen und nachhaltige Entwicklung“. Seit 2024 ist sie Praxisprofessorin an der Universität Liechtenstein.

## Stil
Typisch für Heringer ist die Berücksichtigung traditioneller Bauformen, die Einbeziehung der örtlichen Bevölkerung sowie die umweltfreundliche Ausrichtung ihrer Architektur. Im Verzicht auf Beton sieht sie eine Chance für das Klima.

## Ausstellungen und Auszeichnungen
Die Werke Heringers wurden unter anderem im MoMA, MAM São Paulo und bei der Architekturbiennale Venedig 2016 und 2018 gezeigt. Des Weiteren ist Heringer der Fachwelt durch den Gewinn des Aga Khan Award for Architecture im Jahr 2007 und des Global Award for Sustainable Architecture im Jahr 2011 bekannt geworden.
2020 erhielt sie den zum zweiten Mal vergebenen internationalen Obel Award der dänischen Henrik-Frode-Obel-Stiftung, der „herausragende architektonische Beiträge zur menschlichen Entwicklung“ würdigt. Ausgezeichnet wurde sie für ihr Projekt Anandaloy (übersetzt: „Ort der tiefen Freude“), ein Therapiezentrum für Menschen mit Behinderungen in Bangladesh. Im obersten Stock des Gebäudes befindet sich ein Atelier, in dem Schneiderinnen aus umliegenden Dörfern faire Mode und Kunsthandwerk produzieren. Das Haus wird vollständig mit Solarenergie betrieben.
2022 wurde ihr das Verdienstkreuz am Bande des Verdienstordens der Bundesrepublik Deutschland verliehen.
2023 wurde sie von der Deutschen Gesellschaft für christliche Kunst mit dem Gebhard-Fugel-Kunstpreis geehrt.
2025 wird sie von der Stadt Frankfurt am Main mit dem Max-Beckmann-Preis 2025 ausgezeichnet.

## Dokumentarfilm
- Frauen bauen - Dokumentation über Architektinnen auf 3Sat